# Heriaeus xinjiangensis
Heriaeus xinjiangensis es una especie de araña cangrejo del género Heriaeus, familia Thomisidae. Fue descrita científicamente por Liang, Zhu & Wang en 1991.

## Distribución
Esta especie se encuentra en China.